# Großer Brünnberg
Der Große Brünnberg ist ein 1347 m ü. NHN hoher Berg am östlichen Rand des Mangfallgebirges bei Kiefersfelden.

## Topographie
Der flach ausgeprägte Doppelgipfel hebt sich nur wenig von seiner Umgebung ab, insbesondere bei seiner Nähe zum dominierenden Brünnstein. Am höchsten Punkt befindet sich ein Denkmal. Er kann in kurzer Wanderung vom Brünnsteinhaus erreicht werden. Im Norden wird er vom Brunntal begrenzt, im Süden folgt noch der etwas niedrigere Kleine Brünnberg.